# Exopalpus intermedia
Exopalpus intermedia är en tvåvingeart som först beskrevs av Wulp 1890.  Exopalpus intermedia ingår i släktet Exopalpus och familjen parasitflugor. Inga underarter finns listade i Catalogue of Life.